# Jump (canción de Tyla)
«Jump» es una canción de la artista sudafricana Tyla junto a los raperos Gunna y Skillibeng, incluida como sencillo en su álbum de estudio debut homónimo, publicado en 2024. Fue escrita por ellos, Mocha, Believve y su productor Sammy SoSo. Musicalmente, combina géneros como el afrobeat, el dancehall y el hip hop. Se caracteriza por un bajo pulsante, percusiones de amapiano y un canto que utiliza la expresión zulú haibo. En la letra, Tyla reflexiona con tono jactancioso sobre su ascenso a la fama y menciona su ciudad natal, Johannesburgo, utilizando sus dos nombres coloquiales, Joburg y Jozi.
Tras convertirse en tendencia en la plataforma de videos TikTok, «Jump» fue enviada a las estaciones de radio rítmicas de Estados Unidos el 14 de mayo de 2024 como el cuarto sencillo del álbum. La crítica musical la recibió con elogios hacia la capacidad vocal y la presencia escénica de Tyla. Katherine St. Asaph, de Stereogum, destacó que la cantante «se soltó» en la canción, combinando «juego y elegancia». Robin Murray, de Clash, la describió como «una demostración sobresaliente de magia pop ardiente», mientras que Olive Pometsey, de The Face, subrayó su enfoque «sofisticado y sensual», con un estribillo pegajoso. Sin embargo, algunos críticos señalaron puntos débiles; Joshua Minsoo Kim, de Resident Advisor, consideró que la pista era una «excepción oportunista» dentro del álbum, y Julianne Escobedo Shepherd, de Pitchfork, cuestionó la colaboración de Gunna, aunque calificó la canción como «un éxito para disfrutar bajo luz negra». 
«Jump» alcanzó la posición número 18 en Sudáfrica y se convirtió en su segundo tema en entrar al top 40 de la lista de sencillos del Reino Unido. El video musical, dirigido por Nabil Elderkin, se filmó principalmente en las áreas de Hillbrow y Soweto, en Johannesburgo, y fue considerado por los medios locales como una «representación auténtica» del país.

## Antecedentes y lanzamientos
Tyla coescribió el tema junto Believve, Mocha, Ari PenSmith y el productor Sammy SoSo. Según SoSo, la diversidad cultural del equipo influyó involuntariamente en la fusión de géneros presente. Durante una visita a Jamaica en octubre de 2023, Tyla volvió a escuchar la canción y sintió que le faltaba un sonido local, por lo que pidió a su equipo que contactara a Skillibeng para una colaboración. También invitó a Gunna. Impresionada por el interés del rapero en la música y la cultura africanas, consideró que su participación en «Jump» añade un matiz más áspero de hip hop a la canción. La grabación tuvo lugar en los estudios Miloco, en Londres.
«Jump» se lanzó el 22 de marzo de 2024 a través de Fax y Epic Records como la novena pista de su álbum debut homónimo. Ese mismo día, se publicó en YouTube un video con la letra de la canción. Aunque en ese momento se promocionaban como sencillos «Truth or Dare» y «Art», «Jump» ganó popularidad en las plataformas de streaming, aumentando su número de reproducciones en casi un 10 % durante cuatro semanas consecutivas, impulsada por dos tendencias de baile virales en TikTok. Una de ellas se basó en la apertura del primer verso: «They never had a pretty girl from Joburg / See me now, and that's what they prefer» —en español: «Nunca tuvieron una chica bonita de Johannesburgo / Mírame ahora, eso es lo que prefieren»—. El 14 de mayo de 2024, el equipo de promoción envió «Jump» a las estaciones de radio rítmicas contemporáneas de Estados Unidos como el cuarto sencillo del álbum, y el 7 de junio, la distribuyeron por radiodifusión en Italia.

## Composición y letras
«Jump» es una fusión de géneros que combina afrobeat, dancehall y hip hop e incluye tambores de hendidura resonantes y una percusión característica del género amapiano, además de acordes de R&B. Lucas Martins, de Beats Per Minute, la describe como «la producción más cercana al trap» en el álbum. Impulsada por un riddim de dancehall y un bajo palpitante, se aleja del sonido más relajado presente en otras canciones de Tyla.
La pista inicia con un rap de Skillibeng, en el que elogia a la cantante llamándola «una gyal original». Ella interpreta el primer verso con una actitud de autoafirmación, seguido de un estribillo de una sola sílaba con un ritmo que combina canto y rap. El estribillo incluye bocinas de aire, además de un canto festivo con la expresión zulú haibo!, que se utiliza para expresar sorpresa o incredulidad. Gunna aporta el segundo verso, en el que promete cumplir los deseos de Tyla y regalarle joyas, mientras que Skillibeng se encarga del outro.
Sus letras reflejan la ascensión de Tyla a la fama con una actitud confiada. Según ella, en este tema «presume a la gente». En una entrevista para Apple Music, explicó: «quería mostrar quién soy y expresar mi confianza mediante la canción». También representó a Johannesburgo a través de sus nombres coloquiales, Joburg y Jozi.

## Recepción

### Comentarios de la crítica
Los críticos recibieron bien «Jump» tras su lanzamiento. Katherine St. Asaph, de Stereogum, opinó que Tyla «se soltó» en la canción y demostró que posee tanto «juego como elegancia». Robin Murray, de Clash, la calificó como «una demostración sobresaliente de magia pop ardiente». Thania Garcia, de Variety, escribió que Tyla mostró mayor confianza y logró destacar su fraseo, señalando la palabra prefer en el primer verso como ejemplo. Garcia consideró que era la pista del disco con más probabilidades de convertirse en un «himno de fiesta». Olive Pometsey, de The Face, afirmó que la canción presenta «un enfoque más sofisticado y sensual a su característico sonido ligero, con un estribillo que probablemente se quede en tu cabeza todo el día».
En una reseña para Billboard, Kyle Denis y Michael Saponara lo consideraron como el tema destacado del álbum gracias su «fusión de géneros» y compararon el estilo de Tyla con la cadencia relajada de Rihanna. Ambos señalaron que la canción «continúa su historial de éxitos seductores y envolventes que la mantienen en control absoluto en todo momento». Por otro lado, Joshua Minsoo Kim, de Resident Advisor, opinó que la canción era una excepción oportunista dentro del álbum y mencionó que Tyla adopta «un patois incómodo». Julianne Escobedo Shepherd, de Pitchfork, calificó la aparición de Gunna como «algo confusa» y criticó sus rimas, pero describió la canción como «un éxito para disfrutar bajo luz negra». Tai Saint-Louis, de HipHopDX, consideró que la colaboración con Gunna no se aprovechó al máximo, ya que este «apenas resulta reconocible».

### Desempeño comercial
Tras el lanzamiento del álbum en marzo de 2024, «Jump» debutó en la posición 18 de las listas oficiales de Sudáfrica. En los Estados Unidos, ingresó en el sexto lugar del Afrobeats Songs Chart. Las tendencias de baile virales en TikTok impulsaron su popularidad y alcanzó 2 millones de reproducciones bajo demanda durante cuatro semanas consecutivas. En la semana del 12 al 18 de abril, «Jump» registró 2.9 millones y subió al tercer lugar en el Afrobeats Songs Chart. Además, debutó en la posición 49 del Hot R&B/Hip-Hop Songs de Estados Unidos, lo que convirtió a Skillibeng en el primer jamaiquino en aparecer en esta lista desde 2012, cuando el deejay Popcaan ingresó con el sencillo «Only Man She Want».
En el UK Singles Chart, «Jump» debutó en el puesto 80 y alcanzó la posición 38 en su cuarta semana, con ventas de 12 094 unidades, lo que lo convirtió en su segundo sencillo en ingresar al top 40 del Reino Unido. Lideró la lista de UK Afrobeats Singles Chart durante siete semanas consecutivas y alcanzó la posición 49 en Suiza, 51 en los Países Bajos, 57 en Nigeria, 66 en Irlanda, y 87 en Canadá.

## Video musical
Nabil, quien anteriormente colaboró con Tyla en los videos de «Truth or Dare» y «Art», dirigió el videoclip. Las escenas de Tyla y Gunna se rodaron el 1 de mayo de 2024 en Hillbrow, Johannesburgo, y Kliptown, Soweto. Parte de la filmación también tuvo lugar en Konka, un club nocturno de Soweto. El video incluye un nuevo verso que Skillibeng grabó por separado en Kingston, Jamaica, y se lanzó el 20 de mayo de 2024. En julio acumuló más de 15 millones de reproducciones.

### Trama
El video inicia con tomas de la cantante y la Torre de Hillbrow, un símbolo arquitectónico de Johannesburgo. Tyla aparece sentada en una silla de trenzado, entregando una extensión de cabello a su estilista. Luego, la escena transiciona a Skillibeng rapeando en una locación en Jamaica, antes de regresar a Johannesburgo, donde Tyla baila sobre una mesa de billar en un shebeen (término que se refiere a bares ilegales que venden bebidas sin licencia) y en un balcón con una antena parabólica de DStv. Gunna aparece conduciendo un lowrider rojo con un logotipo de los Rolling Stones, mientras ella lo acompaña recorriendo la ciudad.
Tyla homenajea a Kliptown, bailando frente a un muro que exhibe el nombre del vecindario. En paralelo, mujeres mayores juegan fútbol callejero mientras un grupo de hombres practica morabaraba (un juego de mesa tradicional de Sudáfrica y Botsuana) antes de volcar la mesa en señal de desacuerdo. A lo largo del video, personas participan en batallas de baile y ejecutan danzas locales como el pantsula (una costumbre originada en la época del apartheid). Tyla y Gunna también aparecen bailando en un club nocturno y comiendo snacks populares en los townships y áreas de la clase trabajadora, como las papas fritas Go-Slo's y los refrescos Apple Munch. Luego ocurre una pelea en una casa donde arrojan a un hombre por la ventana. El video culmina con Tyla deteniendo un taxi colectivo en la calle y bailando twerking frente a él.

### Recepción
El videoclip recibió 2.1 millones de reproducciones en YouTube en sus primeros dos días de lanzamiento. Para julio de 2024, había superado las 15 millones. Los medios sudafricanos elogiaron la representación «auténtica» del país. Sergio Miller, de la revista Bona, escribió que Tyla «abrazó su herencia mientras mostraba la versión más auténtica de Sudáfrica». Emmanuel Esomnofu, de OkayAfrica, apreció la «excentricidad artística» y la cinematografía dinámica. Consideró que retrató a la nación bajo una nueva y positiva perspectiva y lo calificó como «una alianza creativa que triunfa en todos los aspectos». Oluthando Keteyi, de Independent Online, opinó que estuvo «bien ejecutado» y que «mantuvo las cosas auténticas, llenas de un sabor nostálgico que solo puede encontrarse en Mzansi».

## Interpretaciones en vivo
Tyla interpretó «Jump» junto a Gunna y Skillibeng en la vigesimocuarta edición de los premios BET, celebrada en Los Ángeles, el 30 de junio de 2024, tras haber recibido el premio BET a la Mejor Artista Revelación. Posteriormente, fue a la ceremonia de clausura de los Juegos Olímpicos de París en la Fundación Louis Vuitton en París, el 25 de julio de 2024, vestida con un chándal negro de terciopelo de Louis Vuitton, y presentó un popurrí de «Thata Ahh», «Jump» y «Water».
La artista interpretó la mayoría de los temas de su álbum durante la edición de 2024 del festival Summer Sonic en Osaka, Japón, el 17 de agosto de 2024. Al día siguiente, ofreció una actuación de 45 minutos en Tokio, donde comenzó con «Safer», seguida de «On My Body», que interpretó junto a Becky G. También presentó sencillos no incluidos en el álbum, «Thata Ahh» y «Ke Shy», de Major Lazer y Major League DJz. Posteriormente, interpretó una mezcla de «Rock the Boat», de Aaliyah, con su tema «On and On». A continuación, cantó «Art», «No.1» y «Truth or Dare», seguidos de otro tema no incluido en el álbum, «Bana Ba». Finalmente, interpretó «Breathe Me» y «Jump», cerrando con «Water».

## Premios y reconocimientos
| Organización                     | Año  | Premio                      | Resultado | Ref.   |
| -------------------------------- | ---- | --------------------------- | --------- | ------ |
| African Entertainment Awards USA | 2024 | Mejor colaboración          | Nominado  | [ 64 ] |
| Billboard Music Awards           | 2024 | Mejor canción afrobeat      | Nominado  | [ 65 ] |
| Premios NAACP Image              | 2025 | Mejor canción internacional | Pendiente | [ 66 ] |
| Trace Awards                     | 2025 | Canción del año             | Pendiente | [ 67 ] |
| Trace Awards                     | 2025 | Mejor videoclip             | Pendiente | [ 67 ] |

## Créditos y personal
Créditos adaptados de las notas del álbum.
Grabación
- Miloco Studios — Londres

Músicos
- Tyla — composición, voces principales, coros, voces adicionales y armonías
- Gunna — composición, voces
- Skillibeng — composición, voces
- Sammy Soso — composición, producción, producción vocal, coros
- Ari PenSmith — composición, producción vocal, coros, voces adicionales y armonías
- Mocha — composición, producción vocal, coros
- Believve — composición, producción vocal, coros
- Oscar Cornejo — producción vocal

Técnico
- Charlie Rolfe — ingeniero de grabación
- Flo Ongonga — ingeniería de grabación
- Aidan Duncan — asistente de ingeniería
- Leandro «Dro» Hidalgo — ingeniero de mezcla
- Colin Leonard — ingeniero de masterización

## Posicionamiento en listas
| Canadá         | Canadian Hot 100                         | 87  |
| Francia        | France Overseas Airplay (SNEP)           | 30  |
|                | Billboard Global 200                     | 195 |
| Grecia         | Greece International (IFPI Grecia)       | 31  |
| Irlanda        | Irish Singles Chart                      | 66  |
| Países Bajos   | Dutch Single Top 100                     | 51  |
| Nueva Zelanda  | New Zealand Hot Singles (RMNZ)           | 22  |
| Nigeria        | TurnTable Top 100                        | 57  |
| Portugal       | Portuguese Singles Chart (AFP)           | 179 |
| Sudáfrica      | The Official South Africa Charts (TOSAC) | 18  |
| Suiza          | Schweizer Hitparade                      | 49  |
| Reino Unido    | UK Singles Chart (OCC)                   | 38  |
| Reino Unido    | UK Afrobeats Chart (OCC)                 | 1   |
| Reino Unido    | UK Hip Hop/R&B (OCC)                     | 8   |
| Estados Unidos | US Afrobeat Songs (Billboard)            | 3   |
| Estados Unidos | Hot R&B/Hip-Hop Songs (Billboard)        | 42  |
| Estados Unidos | US Rhythmic (Billboard)                  | 16  |
| Estados Unidos | US World Digital Song Sales (Billboard)  | 6   |

## Certificaciones
| País        | Organismo certificador | Certificación | Ventas certificadas | Ref.   |
| ----------- | ---------------------- | ------------- | ------------------- | ------ |
| Brasil      | Pro-Música Brasil      | Oro           | 20 000              | [ 79 ] |
| Canadá      | Music Canada           | Oro           | 40 000              | [ 80 ] |
| Reino Unido | BPI                    | Platino       | 200 000             | [ 81 ] |